# Дженне-Дженно
Дженне-Дженно (також Дженне-Дженно ; [ˈdʒɛniː dʒʌˌnoʊ] ) — об'єкт Всесвітньої спадщини ЮНЕСКО, розташований в долині річки Нігер у країні Малі . 

## Загальний опис
Буквальний переклад «стародавнє Дженне», це оригінальне місце як Дженне, так і Малі, і вважається одним із найстаріших урбанізованих центрів і найвідомішим археологічним об’єктом в Африці на південь від Сахари.   Археологічна пам’ятка розташована приблизно в 3 кілометрах від сучасного міста і, як вважають, була залучена до торгівлі на великі відстані та, можливо, одомашнення африканського рису.  Вважається, що площа ділянки перевищує 33 гектара однак це ще не було підтверджено.  Відомо, що за допомогою археологічних розкопок Родеріка та Сьюзен МакІнтош, це місце було заселенно з 250 р. до нашої ери до 900 року н.е. Вважається, що місто було покинуте і перенесене до нинішнього місто через поширення ісламу та будівництво Великої мечеті Дженне . Раніше вважалося, що розвинених торгових мереж і складних суспільств не існувало в регіоні до приходу торговців з Південно-Західної Азії. Однак Дженне-Дженно, спростовують це, оскільки ці традиції в Західній Африці процвітали задовго до цього.  Зовсім недавно було зроблено висновок, що егалітарна цивілізація Дженне-Дженно, ймовірно, була заснована прабатьками манде народу Бозо, що охоплювала період з 3-го століття до нашої ери до 13-го століття нашої ери. 

## Походження
Подібні поселення вже почали формуватися раніше на місці Діа, також у Малі вздовж річки Нігер, приблизно з 900 року до нашої ери і досягли свого піку приблизно в 600 році до нашої ери.  За допомогою археологічних розкопок було зібрано радіовуглецеві дати, які показують, що люди вперше оселилися в Дженне-Йено приблизно в 250 році.. Ця перша окупація ділянки (яка тривала з 250 р до н.е. до 50 р н.е.) відома як фаза I і є одним з найперших доказів виробництва заліза в Африці на південь від Сахари.  Ця початкова фаза не пов’язана з пізнішим кам’яним віком, і ніколи не було заселення цього періоду на цьому місці, або докази цього ніколи не були знайдені. До 250, територія, що оточує Дженне-Дженно, була або незаселена, або відвідувана кочовими групами, які залишалися на короткий період.  Геоморфологічні дані свідчать, що на той час регіон складався здебільшого з болот. Групи почали постійно займати територію лише після сухого епізоду, під час якого щорічні повені зменшилися та зменшили розміри боліт.  Останки фауни на місці цього заняття включали сома і нільського окуня, але в основному корів, що приводить до припущення, що ця перша фаза може бути пов’язана з мисливцями-збирачами або скотарськими способами існування. Протягом цього періоду немає жодних доказів виробництва рису, однак вважається, що ці люди могли бути виробниками рису, хоча остаточних доказів поки що не виявлено. 
Значна спільна риса, яка відсутня в сучасних культурах Північної Африки, є і можна знайти між картинами «Кругла голова » та сучасними африканськими культурами на південь від Сахари .  Вважається, що сахарська кераміка має явну схожість з найдавнішою керамікою, знайденою в Дженне-Дженно, яка датується 250 роком до нашої ери. 
Фаза II визначається більшою чисельністю населення та остаточними доказами масового виробництва рису.  За цей період межі ділянки розширилися (можливо, охоплюючи 100 000 квадратних метрів або більше). Інші події включають наявність постійної архітектури з глиняної цегли, включаючи міську стіну, ймовірно, побудовану в другій половині першого тисячоліття нашої ери за технологією циліндричної цегли, "яка була 3,7 метра завширшки біля своєї основи і проходила майже два кілометри навколо міста ".   Звідси можна зробити висновок, що одомашнення рису могло призвести до збільшення чисельності населення, або більше населення призвело до одомашнення рису в цей період. Фаза III датується приблизно 300-900 роками н.е., і, як вважають, має ще більшу кількість населення на основі переповнених цвинтарів.  На місці також є докази більш інтенсивної окупації через глибокі родовища, можливо, від кількох поколінь.  Оскільки немає доказів щодо четвертої фази, очікується, що наприкінці III фази місто зазнало повільного скорочення населення і, зрештою, повного залишення.  Однак про те, чому сталося таке зниження, відомо дуже мало, і необхідні додаткові дослідження.
Наприкінці окупації об’єкта стояв великий насип у формі сльози (також відомий як телл ), що складався з шару за шаром окупації, яка наростала з часом. Цей Телл був оточений 69 пагорбами і створений його людьми шляхом будівництва та перебудови своїх будинків.  Протягом усього часу роботи на стоянці уламки кераміки є багатими. Деякі з найбільш цікавих глиняних артефактів починаються на Фазі II з теракотових статуеток і зображень людей і тварин на кераміці.  Ці статуетки важливі для розуміння фази II, оскільки разом з цим мистецтвом є першим доказом масштабного вирощування рису та зростання населення. Всі ці атрибути зазвичай асоціюються зі складними суспільствами державного рівня. Вважається, що ці артефакти виконували ритуальну функцію, а не побутову. Деякі з цих глиняних фігурок схожі на ті, які виготовляють сучасні скотарі Фулані для дітей, що може бути доказом важливості одомашнених корів на цьому місці.  Особливо одна людська статуетка стала причиною багатьох дискусій. Його знайшли на підлозі будинку навколо невеликих мисок, повних підозрюваних жертв.  Два інших були знайдені в подібному контексті за 11 кілометрів від місця Дженне-Дженно, і є гіпотеза, що вони є уявленнями домашнього духу, оскільки відомо, що культи предків процвітали в цьому районі ще в 20 столітті. 

## Теракотові фігурки з регіону Внутрішньої дельти Нігеру

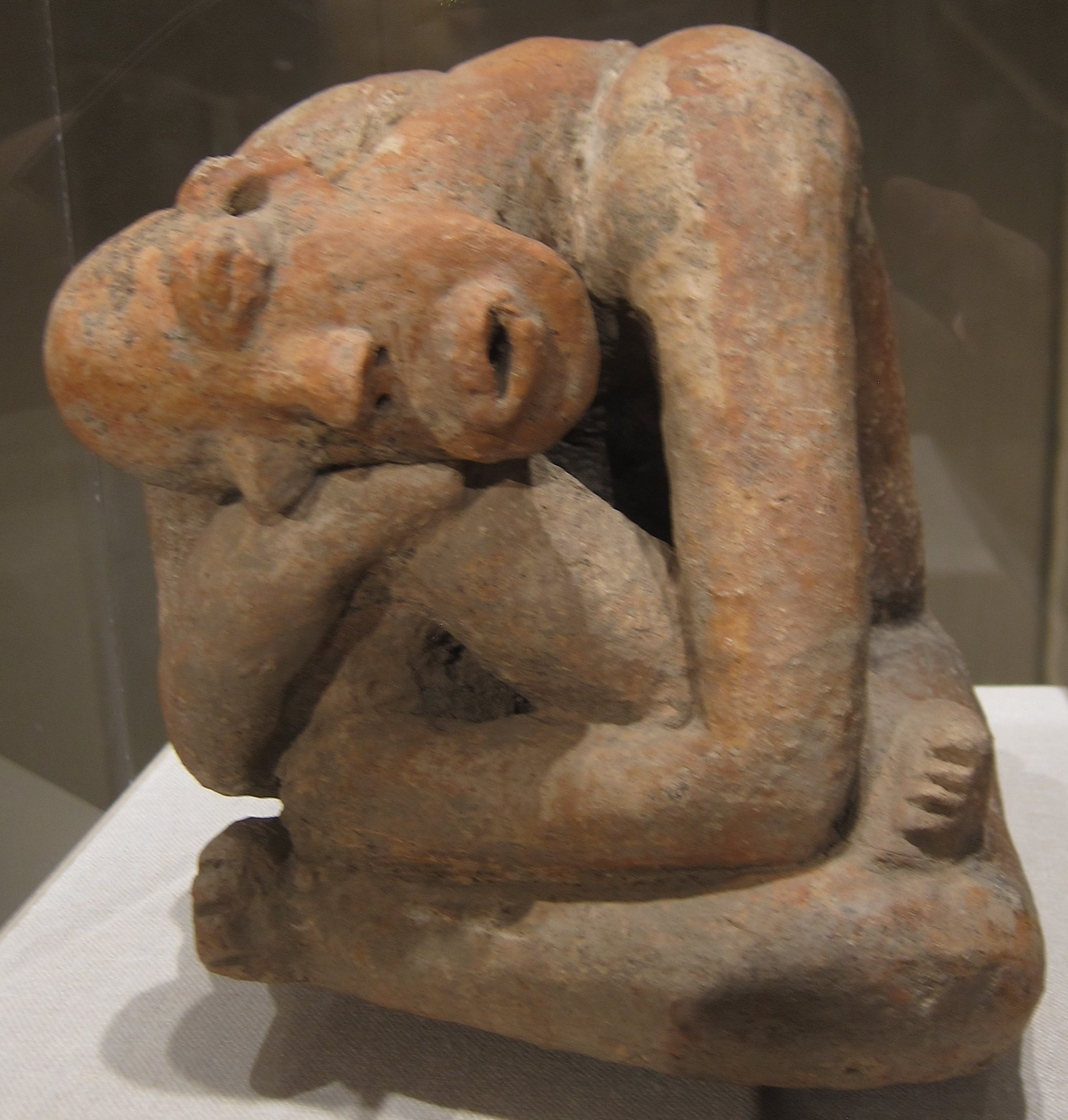
теракотова сидяча фігура; 13 століття; глиняний посуд; 29.9 см (11 в) високий; Метрополітен-музей (Нью-Йорк, США) Підняті позначки та поглиблення на спині цієї згорбленої фігури Дженне можуть представляти хворобу або, що більш імовірно, шрами. Вираз обличчя та поза могли зображати людину в жалобі або в болю

Дженне-Дженно відомий своїми теракотовими фігурками, на яких зображені люди і тварини, включаючи змій і коней. До розкопок місця в 1977 році багато з цих фігурок були в обігу, продавалися як туристичні сувеніри та образотворче мистецтво на Заході на чорному ринку.  У цей час Малі переживав голод; і навряд чи багато хто засмучувався б через гроші, які надходили в країну.  Продаж культурних старожитностей був незаконним з 1970 року, коли була створена Конвенція ЮНЕСКО про засоби заборони та запобігання незаконному ввезенню, експорту та передачі права власності на культурні цінності, але конфлікт між правом власності та контролем над артефактами все ще залишається проблемою. в регіоні, а також у багатьох інших частинах світу.  Інші скульптури в Західній Африці зіткнулися з подібними проблемами. У Нігерії фігурки культури Нок датуються аж 800 роками BC також став популярним у торгівлі на чорному ринку в 1990-х роках.  Над цими статуетками було проведено мало наукових робіт, оскільки більшість із них сьогодні циркулює по всьому світу. Нещодавно 300 кілометрів від Дженне-Дженно, в Тімбукту культурні цінності також опинилися під загрозою. Етичні битви навколо старожитностей важко визначити, оскільки «конфлікти багатогранні, питання невинності та провини часто – не завжди – важко визначити».  Торговці та колекціонери мистецтва залежать від такої торгівлі, тоді як розграбування артефактів з археологічних пам’яток руйнує їхній історичний контекст та цілісність. Багато хто припускає, що інформація про ті фігурки, які не були розкопані, що в першу чергу включає предмети чорного ринку, було припинено, оскільки вважається, що привернення уваги Заходу до цих предметів підвищить їхню ринкову вартість. Однак це також може зашкодити історикам, оскільки їм було б важко відрізнити артефакти від підробок. 

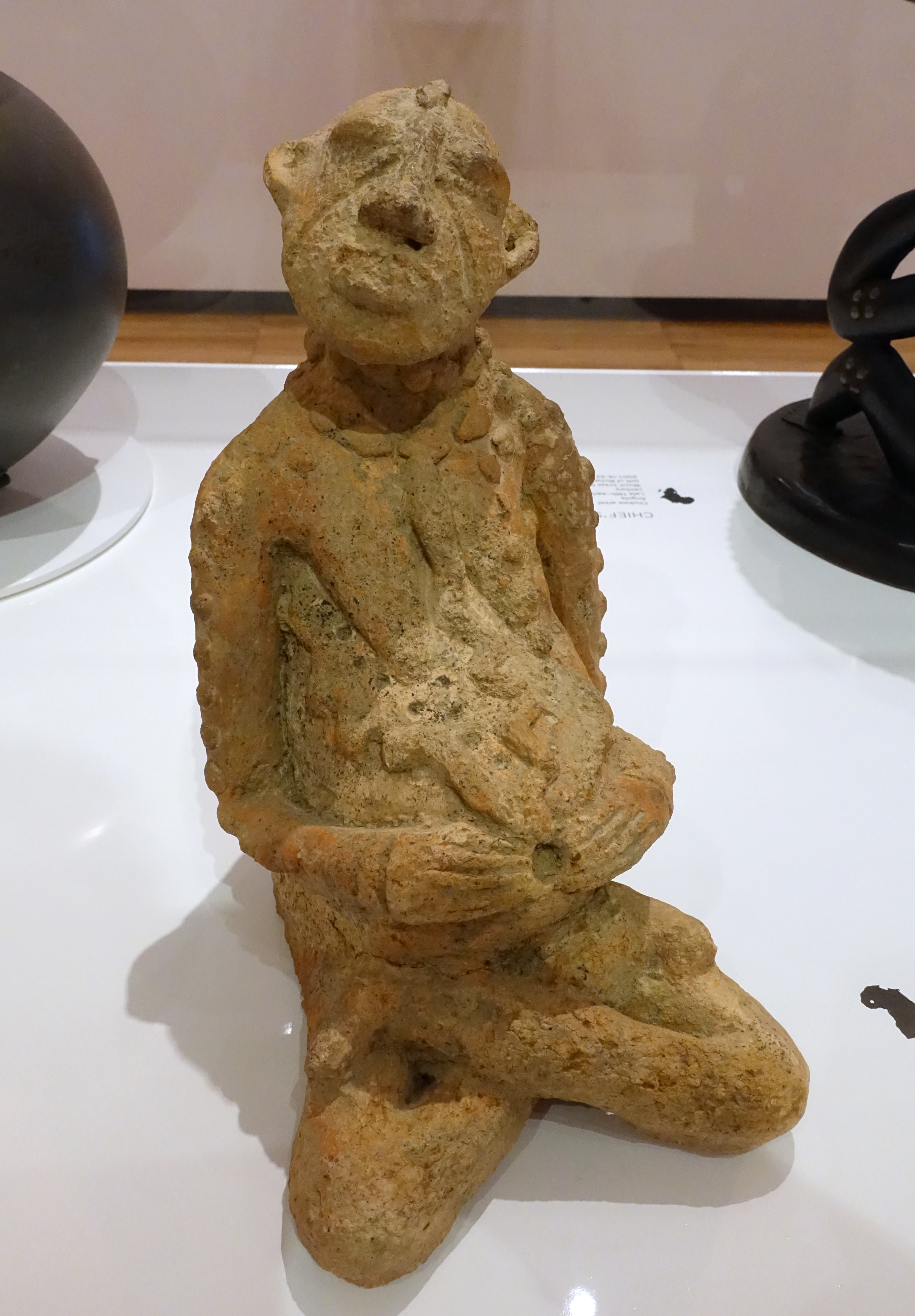
Сидяча жіноча фігура; приблизно 12-15 століття нашої ери; теракотовий; Художній музей Кранерта ( Іллінойс, США)
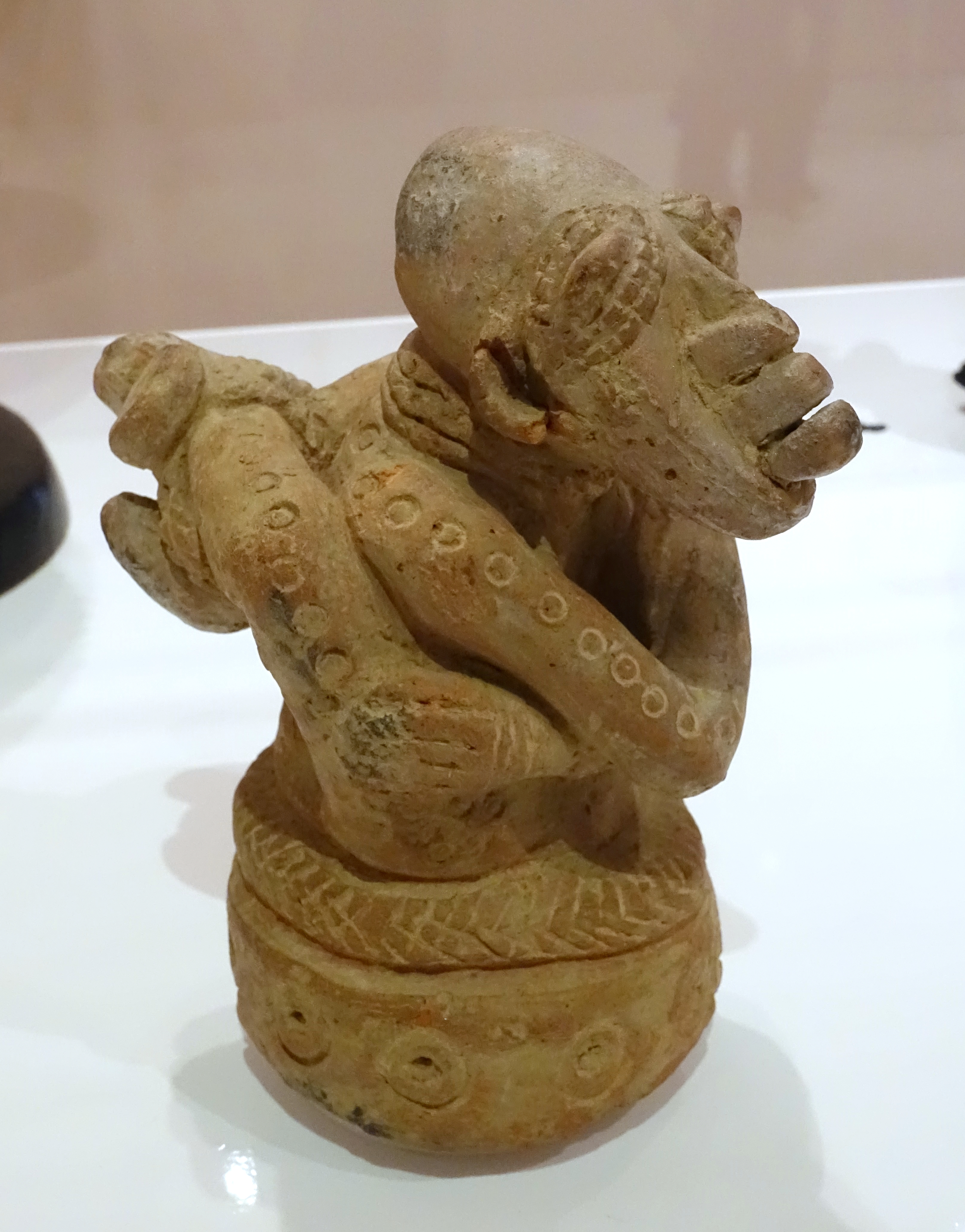
Зв'язана фігура; приблизно 12-15 століття нашої ери; теракотовий; Художній музей Кранерта ( Іллінойс, США)
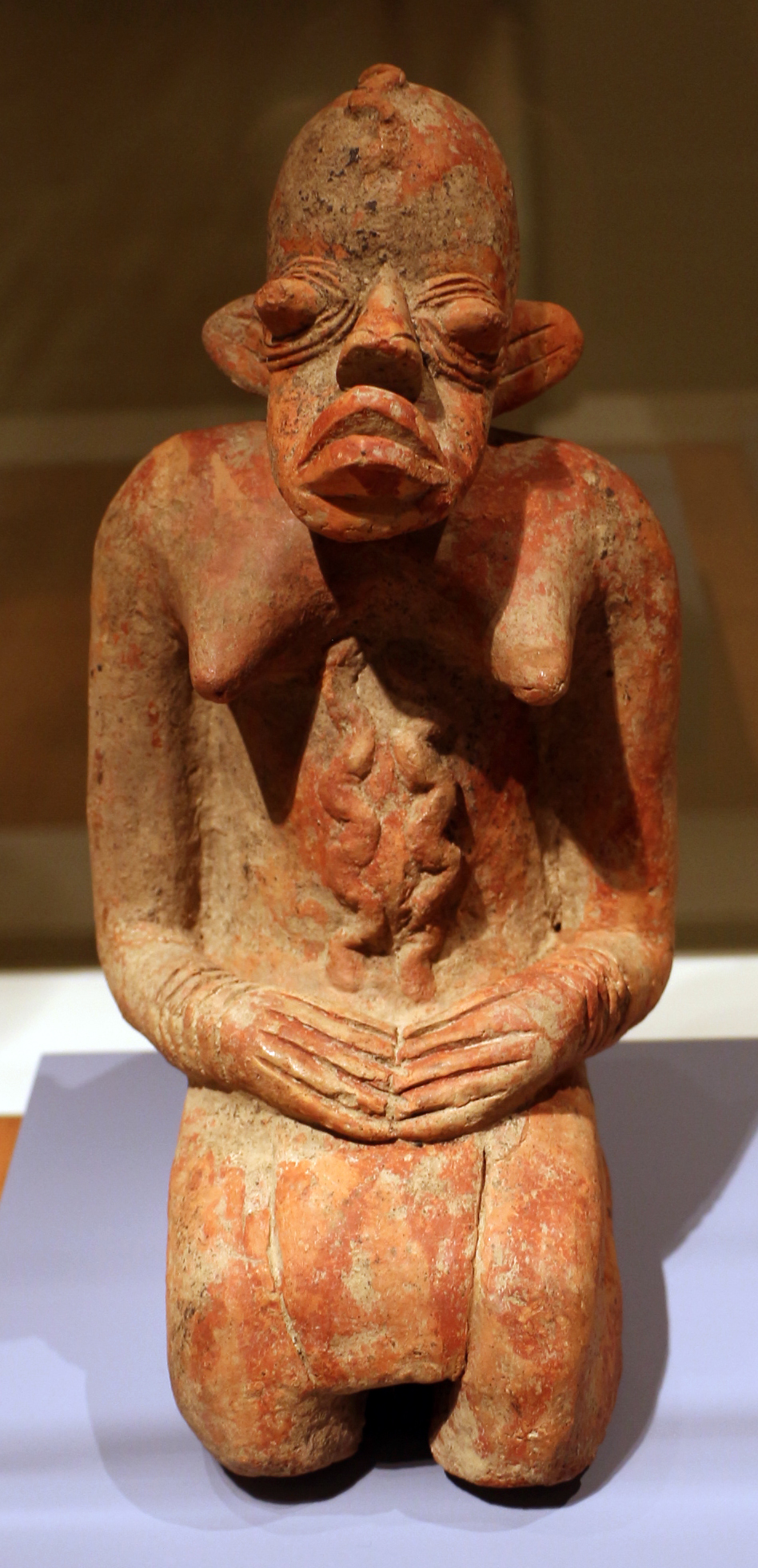
Жіноча фігура на колінах; 15–18 ст.; Музей мистецтв Індіанаполіса (США)
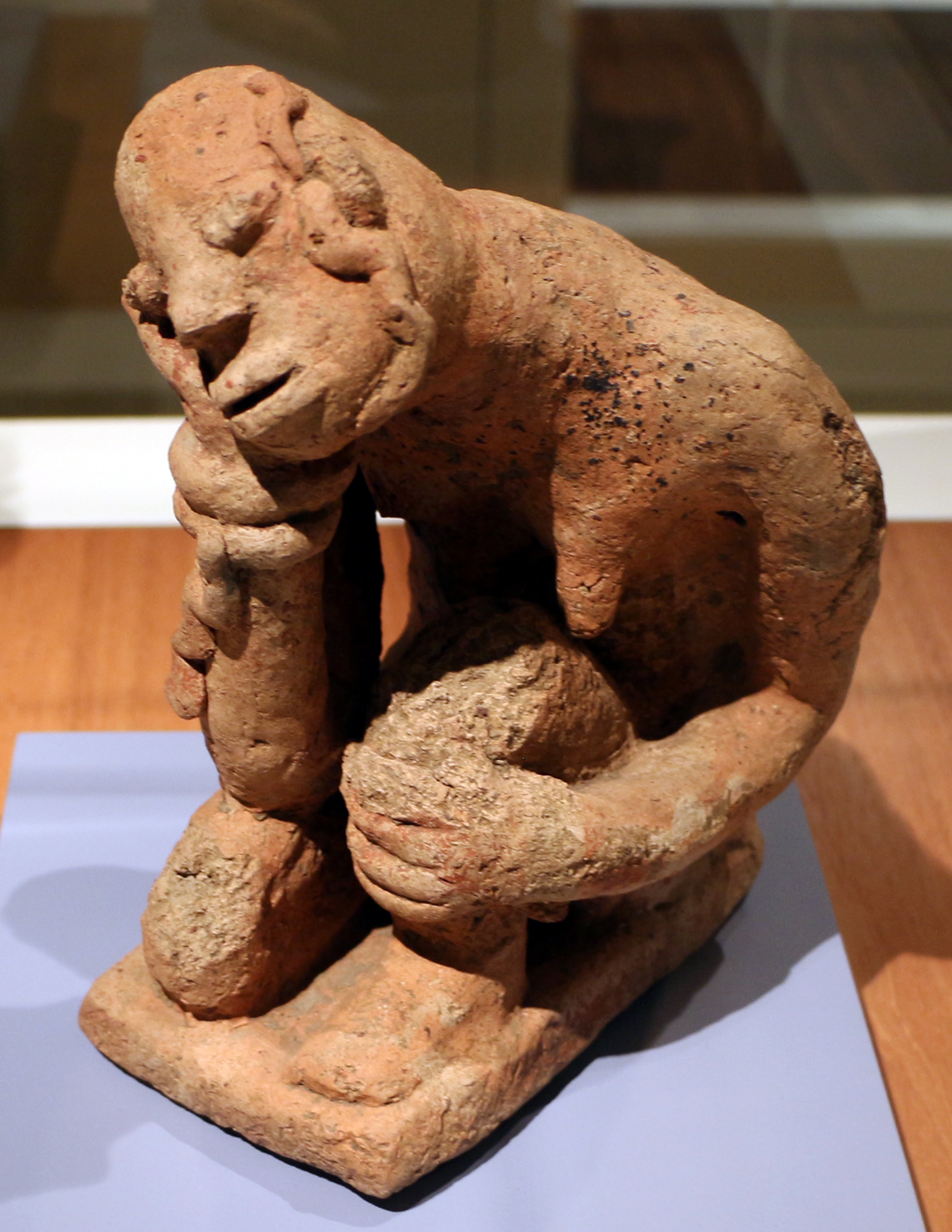
Фігурка з вигнутою спиною; 15–18 ст.; Музей мистецтв Індіанаполіса (США)
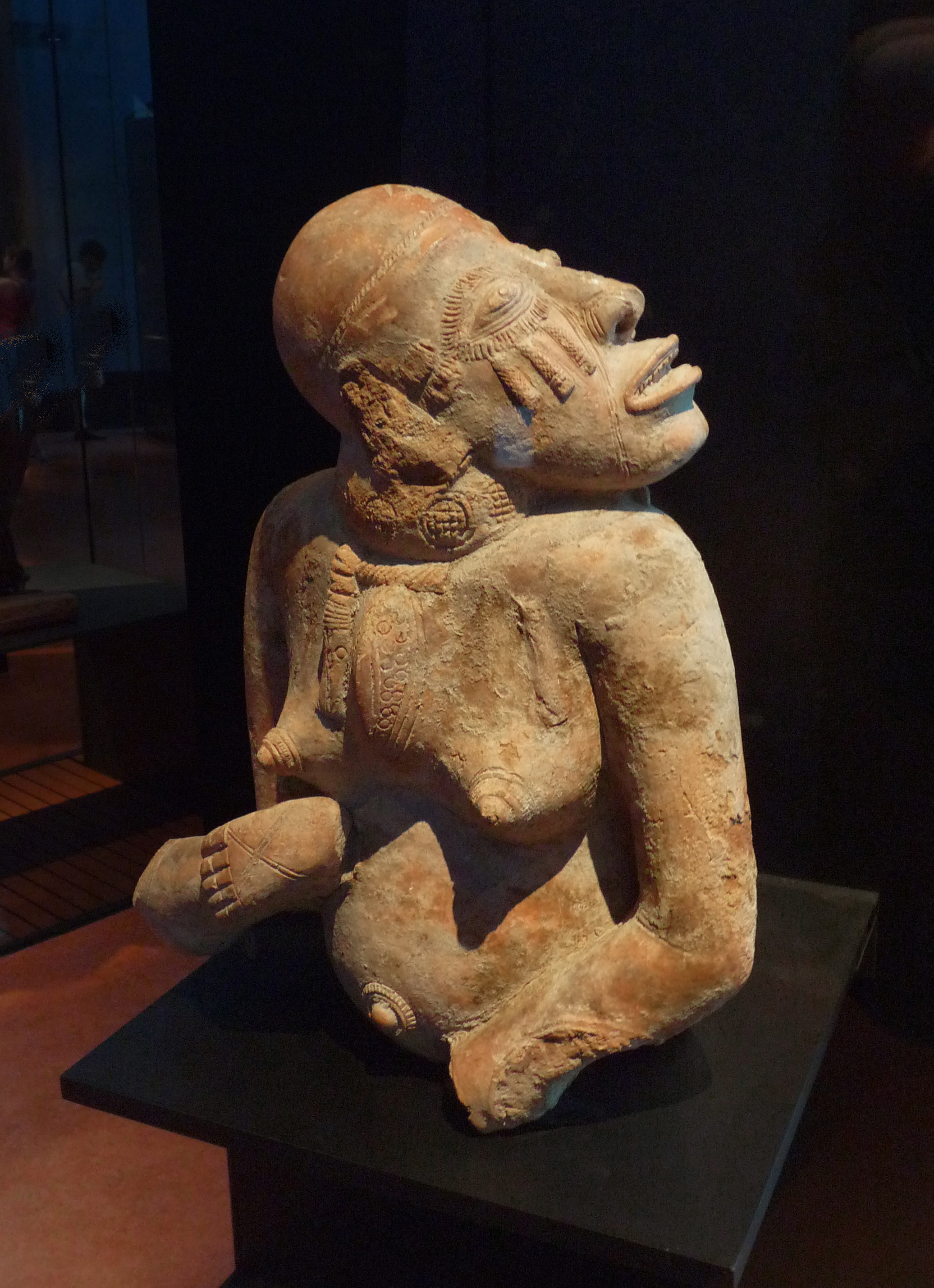
Жіноча фігура; 13–15 ст.; теракота, покрита червоною охрою; висота: 37,5 см (14,7 дюйм), ширина: 31 см (12,2 дюйм), глибина: 24 см (9,4 в); Musée du quai Branly (Париж)
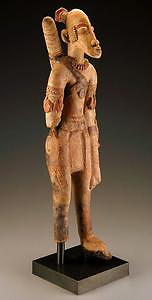
Фігура лучника; приблизно 13-15 ст
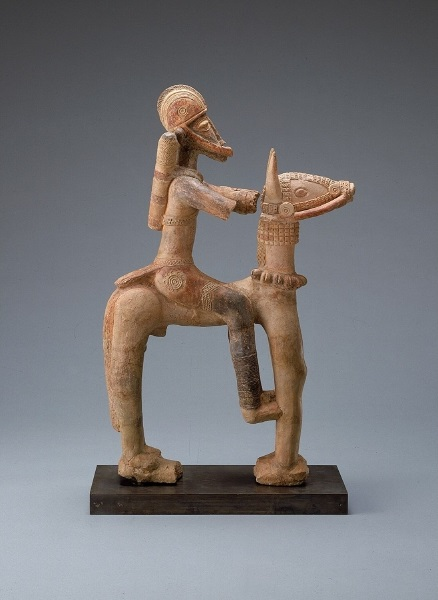
Кінна фігура; приблизно 13-15 ст
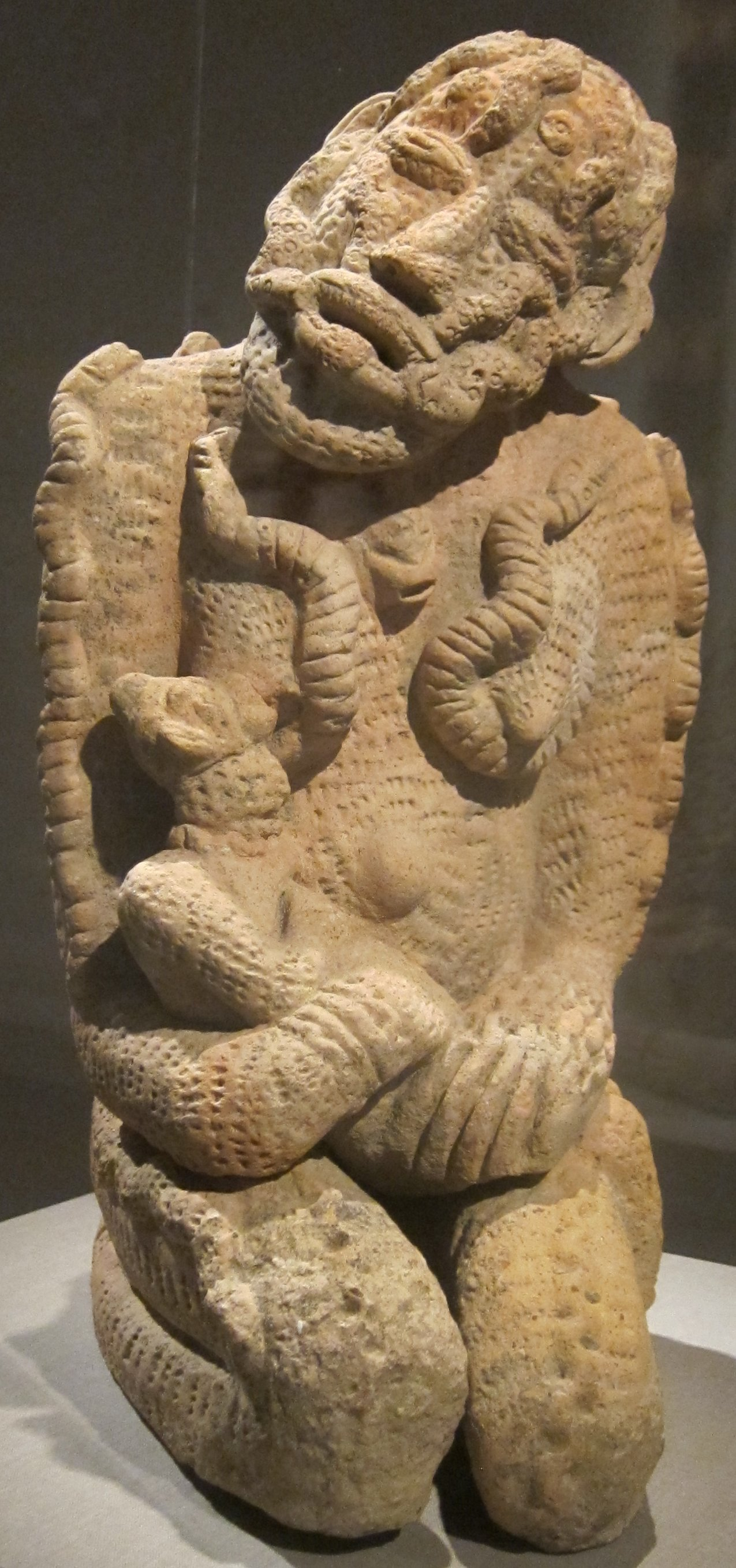
Сцена пологів; 1100–1400; Музей Де Янга ( Сан-Франциско, США)

## Сільське господарство та організація міста
Історично, внутрішня дельта Нігеру була ідеальним місцем для масового виробництва основних продуктів, таких як рис, просо та овочі, через передбачувані повені та літні дощі.  Багато хто вважає, що ця область була лідером у одомашнення африканського рису, проте потрібні додаткові дослідження. Поряд з цим на об’єкті є докази вирощування домашніх корів, овець та кіз. Земля, що оточує Дженне-Дженно, дозволила вирощувати такі високоврожайні культури завдяки поєднанню високогірних і заплавних ґрунтів на різних висотах, що дозволяло вирощувати рис у затоплених водах. Крім того, ділянка Дженне-Дженно знаходиться в безпосередній близькості від дюнного ландшафту, що забезпечує необхідний відпочинок, необхідний для утримання великої рогатої худоби в умовах заплави. Загалом, різноманітні джерела продовольства забезпечили продовольчу безпеку, що дозволило постійне поселення в регіоні з нестабільним кліматом.  Вважається, що це виробництво харчових продуктів, особливо африканського рису, було одним з основних факторів зростання населення міста Дженне-Дженно і широко експортувалося до сусідніх центрів (включаючи Тімбукту ).  Багато хто вважає, що домашній рис був завезений з районів за межами дельти. Існує гіпотеза, що після скорочення водних ресурсів ми бачимо, що експлуатуються у фазі I, люди адаптуються, вирощуючи рис, що спричиняє демографічний вибух. 
Міський комплекс Дженне-Дженно складається з 40 курганів у радіусі чотирьох кілометрів.  Конфігурація курганів допомогла «сегментованим» громадам подолати екологічні проблеми, спричинені мінливими погодними умовами, характерними для Середнього Нігеру. Той факт, що кургани були роз’єднані, дозволив громадам спеціалізуватися у  торгівлі, а відносна близькість кургану сприяла обміну товарами та послугами між цими громадами. Вважається, що замість правлячої еліти Дженне-Дженно поділила владу між корпоративними групами, і це можна побачити з групової організації на сайті.  На відміну від таких міст, як Єгипет, Дженне-Дженно не був сильно стратифікованим, і докази існування дуже багатого вищого класу так і не були знайдені. Така міська конфігурація стимулювала мирну взаємодію між громадами, що, у свою чергу, спричинило подальшу спеціалізацію громад, що призвело до процвітання громади в цілому. Існує гіпотеза, що в кластери містилися люди подібних етнічних груп і ремісничих спеціалізацій, що налаштувало місто на широку торгівлю та розвиток. 

## Торгівля
Підозрюється, що Дженне-Дженно виріс до величезного розміру в результаті регіональної та місцевої торгівлі.  Протягом багатьох років вважалося, що складні суспільства, мистецтво та торгівля на великі відстані прийшли в цей регіон із приходом арабів у сьомому та восьмому століттях.  Археологічні дані підтверджують, що Дженне-Дженно був частиною доарабської транссахарської торгової мережі. Існувала гіпотеза, що місто виросло як торговий центр завдяки своєму розташуванню в південній частині сільськогосподарського регіону дельти.  Ймовірно, що рис, вироблений в цьому регіоні, був би цінною торгівлею для сахарських товарів, таких як сіль, мідь і сушена риба. Дженне-Дженно був би чудовою серединою між торговцями з Північної Африки та Середземномор’я та інших частин Африки на південь від Сахари. Безсумнівно, близькість міст до інших великих центрів, таких як Тімбукту, також допомогла цій торговельній мережі процвітати. Зокрема, скляні намистини, знайдені на цьому місці, були датовані ще третім століттям до нашої ери і, походять з Азії до Середземномор’я, Близького Сходу . Прикраси з міді також були знайдені в родовищах ранньої фази II, що показує, що ці торгові мережі датуються раніше, ніж вважалося раніше.  Ці відкриття підтверджують існування спорадичних контактів між Західною та Північною Африкою протягом першого тисячоліття нашої ери. 

## Зовнішні посилання
- Археологія Західної Африки в Університеті Райса
- Старе місто Дженне: об'єкт Всесвітньої спадщини ЮНЕСКО [Архівовано 7 травня 2022 у Wayback Machine.]